# Наташа Яньїч
Наташа Яніч (27 листопада 1981) — хорватська акторка.

## Вибіркова фільмографія
- Віслюк (2009)
- Ти мене носиш (2015)

## Нагороди
- 2005 Премія "Сабрія Бісер" на Днях сатири за роль Марії Кралич (Що ми зараз будемо робити?)
- 2005 Хорватська театральна премія за найкращу молоду жіночу роль за ролі Соні (LifeX3) та Марії Кралич (Що ми зараз будемо робити?)
- 2006 Премія "Іво Фічі" на Вінківському акторському фестивалі за роль Марії Кралич (Що ми зараз будемо робити?)
- 2006 "Золота арена" за роль другого плану у фільмі "Все безкоштовно" Антоніо Нуїча, кінофестиваль у Пулі
- 2008 Міжнародна премія «Ардаліон» за найкращу жіночу роль у виставі «Сан-Іванські ночі», фестиваль «Без пр (ій) єводи», Ужице
- 2008 Хорватська премія театри для виняткових досягнень молодих артистів до 28 років, жіноча роль у виставі «Сон в літню ніч»
- 2008 Премія «Золотий сміх» на 32-му дні сатири за роль Тані у виставі «Четверта сестра»
- 2011 Премія "Фабіян Шовагович" на 18 -му фестивалі актора за роль Ельміри у виставі "Тартюф"
- 2011 Премія за найкращу жіночу роль Міжнародного акторського фестивалю «Заплет» у Баня-Луці.
- Премія 2014 року за найкращу закордонну жіночу роль за роль Майї у фільмі "Атомно праворуч, зустрічі в Ніші"
- 2014 Номінація на премію хорватської акторської майстерності за найкращу жіночу роль за ролі Маші (Три сестри) та Ріти (Школа Ріти)
- Премія 2014 року за найкращу акторку фестивалю «Під мурвом»; Скрадін
- 2014 Нагорода за найкращу акторку фестивалю Мурталія, Муртер
- Премія «Біоково посмішка 2015» за найкращу жіночу роль (Ріта, школа Ріти), Макарський літній культурний фестиваль
- 2015 Премія "Фабіян Совагович" за найкращу жіночу роль за роль Ріти (Школа Ріти) на фестивалі актора у Вуковарі
- 2016 Номінація на троянду Вечерняка в категорії "Найкращі акторські досягнення в серіалі" Якби я був кимось ", роль Лідії
- 2017 Міжнародна премія «Ардаліон» за найкращу жіночу роль у виставі «Історії з Віденського лісу», Фестиваль «Без пр (ij) єводи», Ужице
- 2018 Премія читачів Jutarnji List "Золота студія" за найкращу кіноакторку року
- Золота арена 2018 року за роль другого плану у фільмі Неві Марасович "Комікс без", кінофестиваль у Пулі

| Актор | Це незавершена стаття про акторку. Ви можете допомогти проєкту, виправивши або дописавши її. |

1. ↑  Person Profile // Internet Movie Database — 1990.
2. ↑  ČSFD — 2001.